# Ayano Shimizu
Ayano Shimizu (清水 綾乃?, Shimizu Ayano; 11 aprile 1998) è una tennista giapponese.

## Carriera
Momoko Kobori ha vinto 8 titoli in singolare e 19 titoli in doppio nel circuito ITF in carriera. Il 13 maggio 2019 ha raggiunto il best ranking in singolare raggiungendo la 175ª posizione mondiale, mentre il 28 luglio 2025 ha raggiunto la 129ª posizione in doppio.
Ha fatto il suo debutto nel circuito maggiore all'Hashimoto Sogyo Japan Women's Open 2016, grazie ad una wildcard per le qualificazioni, dove al primo turno ha la meglio sull'ucraina Ol'ga Savčuk lasciandola a zero nel terzo parziale, mentre al secondo turno è sconfitta dalla testa di serie numero 12 Antonia Lottner in due set.
Il 26 luglio 2025, Shimizu ha raggiunto la prima finale WTA 125 della carriera in doppio agli Internazionali Femminili di Palermo, dove in coppia con la connazionale e compagna storica di doppio Momoko Kobori vengono sconfitte dalle numero 3 del seeding la francese Estelle Cascino e la cinese Feng Shuo con il punteggio di 2-6, 7-6(2), [7-10].

## Circuito WTA 125

### Doppio

#### Sconfitte (1)
| N. | Data           | Torneo                       | Superficie  | Compagna      | Avversarie in finale      | Punteggio           |
| 1. | 26 luglio 2025 | Palermo Ladies Open, Palermo | Terra rossa | Momoko Kobori | Estelle Cascino Feng Shuo | 2-6, 7-6(2), [7-10] |

## Statistiche ITF

### Singolare

#### Vittorie (8)
| Torneo $100.000 (0) |
| Torneo $80.000 (0)  |
| Torneo $75.000 (0)  |
| Torneo $60.000 (1)  |
| Torneo $50.000 (0)  |
| Torneo $40.000 (0)  |
| Torneo $25.000 (5)  |
| Torneo $15.000 (1)  |
| Torneo $10.000 (1)  |

| N. | Data             | Torneo                                                   | Superficie | Avversaria in finale | Punteggio     |
| 1. | 23 luglio 2016   | Sunrise Aluminium Women's Circuit, Hong Kong             | Cemento    | Tang Haochen         | 1-6, 6-4, 6-0 |
| 2. | 28 maggio 2017   | Karyizawa Yonex Open, Karuizawa                          | Sintetico  | Junri Namigata       | 0-6, 6-4, 6-4 |
| 3. | 15 ottobre 2017  | Gosen Cup, Makinohara                                    | Sintetico  | Momoko Kobori        | 6–3, 6–3      |
| 4. | 20 maggio 2018   | Kurume Best Amenity International Women's Tennis, Kurume | Sintetico  | Abbie Myers          | 6-3, 7-5      |
| 5. | 2 settembre 2018 | Noto Wakura International Women's Open Tennis, Nanao     | Sintetico  | Mai Hontama          | 6-3, 6-1      |
| 6. | 21 ottobre 2018  | Hamanako Tokyu Cup, Hamamatsu                            | Sintetico  | Mana Ayukawa         | 6-3, 6-4      |
| 7. | 3 novembre 2024  | Gosen Cup, Makinohara                                    | Sintetico  | Miho Kuramochi       | 3-6, 6-3, 6-4 |
| 8. | 6 aprile 2025    | Hashimoto Sogyou Kashiwa Open, Kashiwa                   | Cemento    | Ku Yeon-woo          | 6-3, 6-3      |

#### Sconfitte (6)
| Torneo $100.000 (0) |
| Torneo $80.000 (0)  |
| Torneo $75.000 (0)  |
| Torneo $60.000 (0)  |
| Torneo $50.000 (0)  |
| Torneo $40.000 (3)  |
| Torneo $25.000 (3)  |
| Torneo $15.000 (0)  |
| Torneo $10.000 (0)  |

| N. | Data              | Torneo                                                | Superficie | Avversaria in finale | Punteggio        |
| 1. | 4 settembre 2016  | Noto International Women's Open Tennis, Noto          | Sintetico  | Shiho Akita          | 4-6, 4-6         |
| 2. | 1º settembre 2019 | Noto Wakura International Women's Open Tennis, Nanao  | Sintetico  | Junri Namigata       | 6(5)-7, 6–4, 2–6 |
| 3. | 15 ottobre 2023   | Hamamatsu Women's Open, Hamamatsu                     | Sintetico  | Joanna Garland       | 2-6, 6-4, 4-6    |
| 4. | 3 dicembre 2023   | Keio Challenger, Yokohama                             | Cemento    | Alëna Falej          | 3-6, 5-7         |
| 5. | 29 settembre 2024 | Notowakura International Women's Open Tennis, Nanao   | Sintetico  | Aoi Ito              | 2-6, 1-6         |
| 6. | 18 maggio 2025    | Kurume U.S.E Cup International Women's Tennis, Kurume | Sintetico  | Zarina Dijas         | 4-6, 3-6         |

### Doppio

#### Vittorie (19)
| Torneo $100.000 (2) |
| Torneo $80.000 (0)  |
| Torneo $75.000 (0)  |
| Torneo $60.000 (0)  |
| Torneo $50.000 (0)  |
| Torneo $40.000 (5)  |
| Torneo $25.000 (9)  |
| Torneo $15.000 (2)  |
| Torneo $10.000 (1)  |

| N.  | Data             | Torneo                                                | Superficie  | Compagna      | Avversarie in finale                   | Punteggio           |
| 1.  | 16 luglio 2016   | ITF Gimcheon Women's Challenger Tennis, Gimcheon      | Cemento     | Jessy Rompies | Hong Seung-yeon Kang Seo-kyung         | 6-2, 7-5            |
| 2.  | 25 giugno 2017   | Open GDF SUEZ Montpellier, Montpellier                | Terra rossa | Momoko Kobori | Laura Pigossi Victoria Rodríguez       | 6-3, 4-6, [10-7]    |
| 3.  | 9 luglio 2017    | Open GDF SUEZ de la Porte du Hainaut, Denain          | Terra rossa | Momoko Kobori | Mathilde Armitano Elixane Lechemia     | 6-4, 6-3            |
| 4.  | 8 ottobre 2017   | Toowoomba Tennis International, Toowoomba             | Cemento     | Momoko Kobori | Naiktha Bains Abigail Tere-Apisah      | 7-5, 7-5            |
| 5.  | 27 maggio 2018   | Karyizawa Yonex Open, Karuizawa                       | Sintetico   | Momoko Kobori | Chisa Hosonuma Kanako Morisaki         | 6-0, 6-3            |
| 6.  | 8 luglio 2018    | Open GDF SUEZ de la Porte du Hainaut, Denain          | Terra rossa | Momoko Kobori | Quirine Lemoine Eva Wacanno            | 0-6, 7-5, [10-7]    |
| 7.  | 13 marzo 2021    | Jolie Ville Golf Women's, Sharm el-Sheikh             | Cemento     | Momoko Kobori | Barbora Matusová Anastasija Zolotarëva | 6-1, 6-2            |
| 8.  | 20 marzo 2021    | Jolie Ville Golf Women's, Sharm el-Sheikh             | Cemento     | Momoko Kobori | Alicia Barnett Yuriko Lily Miyazaki    | 6-4, 6-1            |
| 9.  | 27 maggio 2023   | Karuizawa Yonex Open, Karuizawa                       | Erba        | Momoko Kobori | Talia Gibson Akari Inoue               | 3-6, 7-6(6), [10-5] |
| 10. | 26 agosto 2023   | Hong Kong Women's, Hong Kong                          | Cemento     | Momoko Kobori | Aoi Ito Erika Sema                     | 3–6, 6–3, [11–9]    |
| 11. | 9 giugno 2024    | ITF Daegu International Women's Tennis Tour, Daegu    | Cemento     | Kisa Yoshioka | Kim Da-bin Kim Na-ri                   | 6-4, 6-3            |
| 12. | 24 novembre 2024 | Takasaki International Open, Takasaki                 | Cemento     | Momoko Kobori | Liang En-shuo Tsao Chia-yi             | 4-6, 6-4, [10-3]    |
| 13. | 30 novembre 2024 | Keio Challenger, Yokohama                             | Cemento     | Momoko Kobori | Cho I-hsuan Cho Yi-tsen                | 6-4, 7-6(2)         |
| 14. | 22 marzo 2025    | Kōfu International Open, Kōfu                         | Cemento     | Momoko Kobori | Akiko Ōmae Eri Shimizu                 | 6-1, 6-4            |
| 15. | 12 aprile 2025   | Fujiyakuhin SEIMS Women's Cup, Osaka                  | Cemento     | Momoko Kobori | Ku Yeon-woo Janice Tjen                | 6-4, 7-5            |
| 16. | 4 maggio 2025    | Kangaroo Cup, Gifu                                    | Cemento     | Momoko Kobori | Emina Bektas Lily Miyazaki             | 6-1, 6-2            |
| 17. | 10 maggio 2025   | Fukuoka International Women's Cup, Fukuoka            | Sintetico   | Momoko Kobori | Miho Kuramochi Akiko Ōmae              | 4-6, 6-2, [10-8]    |
| 18. | 17 maggio 2025   | Kurume U.S.E Cup International Women's Tennis, Kurume | Sintetico   | Momoko Kobori | Ma Yexin Wang Meiling                  | 6-1, 5-7, [10-5]    |
| 19. | 8 agosto 2025    | Ciudad de Ourense, Ourense                            | Cemento     | Momoko Kobori | María Martínez Vaquero Alba Rey García | 6-4, 6-1            |

#### Sconfitte (13)
| Torneo $100.000 (1) |
| Torneo $80.000 (0)  |
| Torneo $75.000 (0)  |
| Torneo $60.000 (3)  |
| Torneo $50.000 (0)  |
| Torneo $40.000 (2)  |
| Torneo $25.000 (6)  |
| Torneo $15.000 (1)  |
| Torneo $10.000 (0)  |

| N.  | Data              | Torneo                                                | Superficie  | Compagna      | Avversarie in finale             | Punteggio           |
| 1.  | 14 ottobre 2017   | Gosen Cup, Makinohara                                 | Sintetico   | Yukina Saigo  | Miyabi Inoue Kotomi Takahata     | 3-6, 5-7            |
| 2.  | 1º settembre 2018 | Noto Wakura International Women's Open, Nanao         | Sintetico   | Momoko Kobori | Meguni Nishimoto Kanako Morisaki | 2-6, 3-6            |
| 3.  | 21 ottobre 2018   | Hamanako Tokyu Cup, Hamamatsu                         | Sintetico   | Momoko Kobori | Erina Hayashi Miharu Imanishi    | 5-7, 4-6            |
| 4.  | 6 marzo 2021      | Jolie Ville Golf Women's, Sharm el-Sheikh             | Cemento     | Mana Ayukawa  | Erika Sema Anna Sisková          | 6-1, 4-6, rit.      |
| 5.  | 1º luglio 2023    | ITF WTT Women's Hong Kong, Hong Kong                  | Cemento     | Momoko Kobori | Aoi Ito Erika Sema               | 7-5, 3-6, [4-10]    |
| 6.  | 4 novembre 2023   | NSW Open, Sydney                                      | Cemento     | Kyōka Okamura | Destanee Aiava Maddison Inglis   | 0–6, 0–6            |
| 7.  | 18 novembre 2023  | Takasaki Open, Takasaki                               | Cemento     | Momoko Kobori | Guo Hanyu Jiang Xinyu            | 6(5)-7, 7-5, [5-10] |
| 8.  | 3 febbraio 2024   | Burnie International, Burnie                          | Cemento     | Kyōka Okamura | Paige Hourigan Erin Routliffe    | 6(5)-7, 4–6         |
| 9.  | 18 maggio 2024    | Kurume U.S.E Cup, Kurume                              | Sintetico   | Momoko Kobori | Madeleine Brooks Sarah Beth Grey | 4-6, 0-6            |
| 10. | 28 settembre 2024 | Notowakura International Women's Open Tennis, Nanao   | Sintetico   | Momoko Kobori | Aoi Ito Naho Sato                | 1-6, 3-6            |
| 11. | 9 novembre 2024   | Hamamatsu Women's Open, Hamamatsu                     | Sintetico   | Momoko Kobori | Hiromi Abe Akiko Ōmae            | 0-6, 0-6            |
| 12. | 15 marzo 2025     | Shimadzu All Japan Indoor Tennis Championships, Kyoto | Cemento (i) | Momoko Kobori | Saki Imamura Park So-hyun        | 5-7, 4-6            |
| 13. | 21 giugno 2025    | Formosa Cup, Taipei                                   | Cemento     | Park So-hyun  | Ku Yeon-woo Eri Shimizu          | 4-6, 6-2, [5-10]    |